# 當不成魔法師的女孩
《當不成魔法師的女孩》是赤坂優月創作的日本網路小說，於2018年3月至2019年9月在小說投稿网站Everystar上連載。電視動畫於2024年10月到12月開始播出。

## 登場人物
可露米·未來（聲：菱川花菜）
從小就憧憬成為魔法師的天然少女。透過與一群獨特的學生互動，想知道自己想成為什麼以及為什麼想成為魔法師。
柚子·愛德爾（聲：山田美鈴）
出身於培養魔法師的名門世家的少女。有著高昂的鬥志，所以嚴格要求自己，總是努力工作。
美奈海·鈴樹（聲：堀江由衣）
普通科一年一班班主任。外表像女孩的魔法師。她的使魔是青蛙（聲：日野麻里）。
真希·庫米爾（聲：真野步）
普通科一年一班的學生。可露米是她宿舍的室友。個性開朗。運動能力極強。她也擁有舞蹈和舞踏等音樂天賦。
飛鳥·可馬爾（聲：林幸矢）
普通科一年一班的學生。京的雙胞胎兄弟。雖然個性自由自在，但其實他的才華與京一樣。立志成為設計師的時尚達人，穿任何有創意的衣服。
檸檬·玖茜（聲：後藤沙緒里）

米卡納·伏爾緹（聲：貫井柚佳）

莎莉·安德魯（聲：鈴代紗弓）

多庫·帕帕羅蒂（聲：土岐隼一）

鐵·雷維（聲：戶谷菊之介）

麥克·肖（聲：坂田將吾）

諾桑·哈里斯（聲：綠川光）
國家魔術師訓練部一年級班主任。乍一看，他是一位冷酷嚴厲的名師，但他對學生也有感情。和美奈海從學生時代起就有深厚的淵源。他的使魔是水豚（聲：佐藤花）。
京·可馬爾（聲：小林千晃）
國家魔法師訓練部一年級生。飛鳥的雙胞胎兄弟。舉止得體，在一年級學生中很受尊敬。擅長泡茶。
托朗·埃曼莎（聲：水中雅章）

索菲亞·蘇萬（聲：荻野佳奈）

艾麗卡·菲斯（聲：福積沙耶）

蘇美爾·埃曼莎（聲：星谷實可子）

安尼克·庫馬（聲：菅原慎介）

社長（聲：杜野真子）
普通科二年級生。魔法學校「魔法研究組」組長。表面上是研究魔法的社團，實際上卻是在調查學園內隱藏的秘密。總是和研究小組的吉祥物貓頭鷹（聲：御堂大麗）在一起。
副社長（聲：橘龍丸）
魔法研究小組副組長。和社長一起研究學校裡隱藏的秘密。
凱·未來（聲：小松未可子）
可露米在學校遇到的身份不明的美少年。
保健老師（聲：櫻井浩美）

可露米的奶奶（聲：片貝薰）

海瑟爾·未來（聲：高橋美佳子）

## 電視動畫
本作在文化放送、DeNA、創通、每日放送共同企劃的原創動畫製作計劃「Project ANIMA」的第2彈「異世界、奇幻部門」中獲得大賞，並決定動畫化，於2024年10月在每日放送等頻道播出。

### 製作人員
- 原案：赤坂優月
- 總導演：渡部高志
- 導演：松根正人
- 劇本統籌、劇本：金杉弘子
- 人物原案：星野莉莉
- 人物設定：松浦麻衣
- 音樂：下村陽子
- 動畫製作：J.C.STAFF[3]
- 製作：「未魔」製作委員會

### 主題曲
片頭曲
演唱：PUFFY，作詞、作曲：TOOBOE，編曲：德永曉人
片尾曲瞬間最大風速
演唱：halca，作詞、作曲：田中秀典，編曲：川口圭太

### 各話列表
| 話數   | 標題                         | 分鏡               | 演出       | 作畫監督                                                                                     | 總作畫監督           | 首播日期       |
| ------ | ---------------------------- | ------------------ | ---------- | -------------------------------------------------------------------------------------------- | -------------------- | -------------- |
| 第1話  | 我想要成為魔法師             | 松根正人           | 石田美由紀 | 藤井昌宏、前原薰、永田有香、外山陽介、都築裕佳子、山本雅章、Studio EverGreen、STUDIO MASSKET | 藤井昌宏、松浦麻衣   | 2024年 10月5日 |
| 第2話  | 我好像可以成為魔法師？       | 鈴木行             | 粟井重紀   | 櫻井木之實、陳亮、李良鵬、廖雪宇                                                             | 大木良一             | 10月12日       |
| 第3話  | 我要加入魔研                 | 高田耕一           | 宮崎修治   | 長谷川眞也、畠山佳苗、新田隼人、松下純子、Dogwood、Studio EverGreen                          | 長谷川眞也、藤井昌宏 | 10月19日       |
| 第4話  | 我要吃芋煮                   | 泉靜香、高田耕一   | 黑瀨大輔   | 村上雄、外山陽介、永田有香、Dogwood、STUDIO MASSKET、Studio EverGreen                        | 大木良一             | 10月26日       |
| 第5話  | 我奔馳於馬拉松大賽           | 渡部高志           | 渡部高志   | 村上雄、畠山佳苗、前原薰、STUDIO MASSKET、Dogwood                                            | 長谷川真也           | 11月2日        |
| 第6話  | 除了我們以外大家都回家渡假了 | 高田耕一           | 粟井重紀   | 陳亮、李良鵬、廖雪宇                                                                         | 藤井昌宏、大木良一   | 11月9日        |
| 第7話  | 我明明是歡樂假期卻是悲劇     | 鈴木行             | 石田美由紀 | 大野勉、松下純子、永田有香、外山陽介、館崎太、Dogwood、Studio EverGreen、村上雄              | 大木良一             | 11月16日       |
| 第8話  | 我要用桑拿來調整狀態         | 福島利規           | 宮崎修治   | 前園薰、畠山佳苗、新田隼人、永田有香、Studio EverGreen                                       | 長谷川真也           | 11月23日       |
| 第9話  | 我能成為魔法師了嗎           | 鈴木行             | 粟井重紀   | 安東恆太、約拿單、羊光、Revival                                                              | 大木良一             | 11月30日       |
| 第10話 | 我們的雷特蘭陷入危機了       | 鈴木行             | 黒瀨大輔   | 村上雄、Dogwood                                                                              | 長谷川真也           | 12月7日        |
| 第11話 | 我要施展古代魔法啦！         | 永居慎平           | 石田美由紀 | 村上雄、外山陽介、松下純子、Dogwood、Studio EverGreen                                        | 大木良一             | 12月14日       |
| 第12話 | 我想成為超越魔法師的存在     | 松根正人、高田耕一 | 中原禮     | 大野勉、永田有香、村上雄、Dogwood、Studio EverGreen                                          | 長谷川真也           | 12月21日       |

### BD
| 卷數 | 發行日期      | 收錄話數     | 規格編號  |
| ---- | ------------- | ------------ | --------- |
| 上   | 2025年2月26日 | 第1話—第6話  | KAXA-8951 |
| 下   | 2025年3月26日 | 第7話—第12話 | KAXA-8952 |

## 外部連結
- 當不成魔法師的女孩 - 小說投稿（日語）
- 當不成魔法師的女孩 - Project ANIMA（日語）
- 電視動畫《當不成魔法師的女孩》官方網站（日語）
- 電視動畫《當不成魔法師的女孩》官方的X（前Twitter）